# Церковь Покрова Пресвятой Богородицы (Кагальник)
Храм Покрова Пресвятой Богородицы (Покровская церковь) — православный храм в селе Кагальник Ростовской области; Ростовская и Новочеркасская епархия, Азовское благочиние.
Адрес: Ростовская область, Азовский район, село Кагальник, ул. Свободы, 13.

## История
Согласно труда Феодосия Макаревского «Материалы для историко-статистического описания Екатеринославской Епархии: Церкви и приходы прошедшего XVIII столетия», первые сведения о Покровской церкви селения Кагальник относятся к 1750 году: «В 1750 году Кагальничане имели уже у себя походную церковь во имя Покрова Богоматере и при ней иеромонаха Самарского монастыря».
В октябре 1781 года по инициативе священника Кирилла Остролуцкого, жители Кагальника начали хлопотать об устройстве в своей слободе постоянной церкви, письменное ходатайство об этом 3 мая 1782 года было передано преосвященному Никифору, архиепископу Славенскому и Херсонскому. 19 мая 1782 года Славенская духовная консистория разрешила строительство в Кагальнике церкви Во имя Покрова Пресвятой Богородицы, о чём была выдана грамота, подписанная архиепископом Славенским и Херсонским. 12 июля 1782 года состоялась закладка церкви села Кагальник; освящение места строительства и закладку храма осуществил ростовский протоиерей Иоанн Андреев. Церковь строилась деревянной и была возведена 24 ноября 1782 года. Антиминс для Покровской церкви был выдан 16 января 1783 года, а 16 февраля этого же года она была освящена тем же протоиереем Иоанном Андреевым.
Первая, деревянная Покровская церковь просуществовала недолго и в мае 1789 года сгорела. Поэтому жители Кагальника попросили построить в селении часовню, на что 30 июня 1789 года получили разрешение, и в этом же году часовня была возведена. В начале 1790 года селяне начали ходатайствовать о постройке в Кагальнике новой, второй, деревянной церкви, которая была заложена 31 мая 1790 года. Расходы на её строительство взял на себя купец второй гильдии и бургомистр Ростова-на-Дону — Иван Тимофеевич Назаров. В июле этого же года храм был построен, а 2 сентября 1790 года преосвященный Амвросий, архиепископ  Екатеринославский благословил освящение новой церкви в Кагальнике. Только 15 февраля 1791 года Таганрогский протоиерей Стефан Разорецкий освятил церковь.
Новая церковь просуществовала до 1842 года, когда было возведено новое, каменное здание храма. Свято-Покровский храм был трёхпрестольный — второй престол был освящен В честь святителя Николая, архиепископа Мир Ликийских, Чудотворца и располагался на хорах церкви; третий престол освятили В честь святителя Тихона Задонского. О том как выглядело здание, было описано в 1910 году в страховых документах на церковное имущество, хранившихся в Хозяйственном управлении при Священном Синоде:

«…было построено новое, кирпичное здание церкви, на каменном цоколе. Новое здание было оштукатурено снаружи и изнутри, покрашено масляной краской, покрыто железом, окрашенным зеленой краской. Длина церкви с колокольней – 181/2 саженей, ширина наибольшая – 121/2 саженей. Высота до верха карниза – 51/4 саженей. Главы: одна большая и одна малая над алтарем. Иконостас длиной 11 саженей, высотой 4 сажени. Колокольня в два яруса общей высотой до верха карниза 9 саженей».

Пережив Октябрьскую революцию и Гражданскую войну, храм в Кагальнике был закрыт в 1938 году, возобновив богослужения в Великую Отечественную войну во время оккупации Азовского района — с ноября 1942 года. Так как к этому времени здание Покровской церкви было разрушено, богослужения совершались в двухэтажном помещении бывшей церковной караулки, которая в 1944 году была зарегистрирована как Покровский молитвенный дом. В августе 1945 года размеры Покровского молитвенного дома были такими: притвор — 5 × 6 меторв, трапезная (или молитвенный зал) — 7,5 × 15 метров, алтарь — ширина 7,5 метров, глубина 5 метров. После реконструкции в этом же году, к зданию были пристроены северный и южный приделы, а также помещение между северным приделом и алтарем. Таким здание молитвенного дома сохранилось до 2004 года. В 1949 году на территории молитвенного дома была построена сторожка. В 2004 году была построена колокольня, установлены купол и крест; были заказаны и доставлены новые колокола, отлитые в Воронеже.
Обустройство храма продолжается по настоящее время. Его настоятелем является иерей Николай Николаевич Чапкий.